# Karapu
Karapu (en népalais : करापु) est un comité de développement villageois du Népal situé dans le district de Lamjung. Au recensement de 2011, il comptait 2 127 habitants.